# GSC2721-1398
GSC2721-1398 — хімічно пекулярна зоря спектрального класу
Зорі спектрального класу й має видиму зоряну величину в смузі V приблизно 10,0.